# Armand Aucamp
Armand Aucamp (Ciudad del Cabo, 11 de enero de 1987) es un actor sudafricano. Se dio a conocer a un público más amplio gracias a su papel de Ben Humann en la serie de televisión Sterlopers, emitida en kykNET.

## Primeros años
Nació en Ciudad del Cabo el 11 de enero de 1987. Habla inglés, afrikaans, francés y xhosa. Se graduó en la CityVarsity School of Media and Creative Arts en 2009. Ha aparecido en varias producciones teatrales en Ciudad del Cabo y sus alrededores, así como en Johannesburgo. A partir de 2012 también apareció en producciones cinematográficas y series. De 2014 a 2016, interpretó el papel de Ben Humann en la serie de televisión Sterlopers durante un total de 22 episodios. Otro papel importante en series que interpretó fue el de Tom Niemandt en El club de los libros de 2017 a 2021. 

## Filmografía
- 2012: Poder sin límites
- 2012: Humanidad: La historia de todos nosotros (docu-serie de televisión, episodio 1x07)
- 2013: Mandela: Un largo camino hacia la libertad
- 2014: Pandjieswinkelstories
- 2014: Almon, Henry (cortometraje)
- 2014: Homeland (serie de televisión, episodio 4x02)
- 2014: Knysna
- 2014-2016: Sterlopers (serie de televisión, 22 episodios).
- 2015: The Book of Negroes (miniserie, 2 episodios)
- 2015: Ballad vir 'n Grandkeling
- 2015: The Ontwaking
- 2015: Eye in the Sky
- 2015: Daniel Munro (cortometraje)
- 2015-2016: Bloedbroers (serie de televisión, 2 episodios)
- 2016: Hard Copy (serie de televisión, 5 episodios)
- 2017: Madiba (serie de televisión, episodio 1x01).
- 2017: Krotoa
- 2017: Elke Skewe Pot (serie de televisión).
- 2017-2021: El club de los libros ('The Boekklub', serie de televisión, 11 episodios).
- 2018: Knapsekêrels (serie de televisión)
- 2018: Stroomop
- 2019: Droomman (telefilme)
- 2019: El Horno
- 2020: El Árbol
- 2020: Kompleks (serie de televisión, 9 episodios)
- 2021: Dawie y Gabriel (TV movie)
- 2021: Foto's Teen die Muur (telefilme)
- 2021: Troukoors (Fiebre de bodas) (serie de TV, 4 episodios)
- 2022: Hartedief (telefilme)
- 2022: Spoorloos (serie de televisión, 8 episodios)
- 2023: One Piece (serie de televisión)

## Teatro
- 2009: Un año histórico
- 2009: El mejor amigo de una chica
- 2010: Monstruos terroríficos
- 2011: La fierecilla domada
- 2011: El rapto en el serrallo
- 2012: Lobo en la puerta
- 2012: María y el Conquistador
- 2013: La venta de garaje (2013)
- 2014: Bladsy 3, dirigida por Vicky Davis
- Otelo, dirigido por Mary Dreyer
- Huis Toe, dirigido por Henry Milne
- Cardenio: la obra perdida de Shakespeare en Maynardville